# Dudu Aouate
David „Dudu“ Aouate (hebräisch דודו אוואט); (* 17. Oktober 1977 in Nazareth Illit) ist ein ehemaliger israelischer Fußballspieler. Seine Position ist Torhüter. Er besitzt neben der israelischen auch die französische Staatsangehörigkeit.

## Spielerkarriere
Begonnen hatte seine Profikarriere bei Hapoel Nazareth Illit, er wechselte aber früh zu Maccabi Haifa, wo er schnell zu einem Schlüsselspieler aufstieg. Bis zu seinem Wechsel 2003 zu Racing Santander stand er immer im Konkurrenzkampf mit dem routinierteren Nir Davidovich.
Seine guten Leistungen, vor allem in der Champions-League-Saison 2002/03, verhalfen ihm zu einem Wechsel ins Ausland. Er wechselte am 17. Juli 2003 zu Racing Santander, wo er die unangefochtene Nummer 1 war. Da er auch einen französischen Pass besitzt, gilt er in den Ligen der Europäischen Union nicht als sogenannter „Nicht-EU-Ausländer“. Mit August 2006 wechselte Aouate zum spanischen Klub Deportivo La Coruña. Am 8. Januar 2008 kam es im Training allerdings zu einer Prügelei mit Ersatzmann Gustavo Munua, so dass Aouate und Munua bis auf weiteres vom Spielbetrieb bei Deportivo ausgeschlossen wurden.
Am 30. Dezember 2008 unterschrieb Aouate einen 4½-Jahresvertrag beim spanischen Erstligisten RCD Mallorca.